# Gheorghe Damian (actor)
Gheorghe Damian (n.  ?) a fost un actor român de teatru, care a fost distins cu titlul de artist emerit.

## Distincții
- titlul de Artist Emerit al Republicii Populare Române (28 ianuarie 1954) „cu ocazia împlinirii a cinci ani de activitate a Teatrului de Stat din Timișoara, Teatrului Maghiar de Stat din Cluj, Teatrului de Stat din Sibiu, Teatrului Secuesc de Stat din Tg. Mureș, Teatrului de Stat din Orașul Stalin, Teatrului Evreesc de Stat din București și pentru merite deosebite în activitatea artistică”[1]